# سلوبودان كوملينوفيتش
سلوبودان كوملينوفيتش (بالألمانية: Slobodan Komljenović)‏، من مواليد 2 فبراير 1971 في فرانكفورت في ألمانيا، لاعب كرة قدم صربي.
بدأ مسيرته الكروية مع نادي إنتراخت فرانكفورت في عام 1992، ولعب معهم حتى عام 1997، وشارك معهم في 107 مباريات وسجل 4 أهداف، وفي عام 1997 انتقل إلى نادي دايسبورغ، ولعب معهم حتى عام 1999، وشارك معهم في 64 مباراة وسجل 5 أهداف، وفي عام 1999 انتقل إلى نادي كايزرسلاوترن، ولعب معهم حتى عام 2001، وشارك معهم في 39 مباراة وسجل 3 أهداف، وفي موسم 2003/2004 انتقل إلى نادي ريال سرقسطة الإسباني، وفي موسم 2004/2005 انتقل إلى نادي واكر برغواسين، ولعب معهم 15 مباراة وسجل هدف واحد، ومنذ عام 2005 وهو يلعب مع نادي ميونخ 1860.
و قد لعب مع منتخب صربيا لكرة القدم منذ عام 1994.

## روابط خارجية
- سلوبودان كوملينوفيتش على موقع الاتحاد الدولي (مؤرشف)  (الإنجليزية)
- سلوبودان كوملينوفيتش على موقع قاعدة بيانات كرة القدم.إي يو (الإنجليزية)
- سلوبودان كوملينوفيتش على موقع بيانات كرة القدم. دي إي (الألمانية)
- سلوبودان كوملينوفيتش على موقع ناشيونال فوتبول تيمز (الإنجليزية)
- سلوبودان كوملينوفيتش على موقع عالم كرة القدم.نت (الإنجليزية)
- سلوبودان كوملينوفيتش على موقع كووورة